# بحثا عن فلك نوح (فلم)
بحثًا عن فُلك نوح (بالإنجليزية: In Search of Noah's Ark) هو فيلم وثائقي أمريكي مدته 95 دقيقة من إنتاج شركة صن كلاسيك بيكتشرز سنة 1976، يدور عن رحلة البحث عن المستقر الأخير لسفينة نوح. أخرجه المخرج جيمس كونواي، وهو مبني على كتاب يحمل نفس الاسم للكاتب ديفيد بالسيغر.
يعد الفيلم واحدًا من مجموعة أفلام وثائقية منخفضة التكاليف أنتجتها شركة صن كلاسيك بيكتشرز بهدف تقديم أدلة علمية مقنعة على معطيات اللاهوت المسيحي. أحد أبرز تلك الأفلام كان فيلم "بحثًا عن يسوع التاريخي"، الذي أنتجته الشركة سنة 1979.
حقق الفيلم نجاحًا تجاريًا هائلًا عند عرضه، حاصدًا حوالي 56 مليون دولار في أمريكا الشمالية وحدها، ومحققًا المركز السادس في قائمة أعلى الأفلام إيرادًا في سنة 1979.

## روابط خارجية
- بحثا عن فلك نوح على موقع IMDb (الإنجليزية)
- بحثا عن فلك نوح على موقع روتن توميتوز (الإنجليزية)
- بحثا عن فلك نوح على موقع Turner Classic Movies (الإنجليزية)
- بحثا عن فلك نوح على موقع أول موفي (الإنجليزية)
- بحثا عن فلك نوح على موقع قاعدة بيانات الفيلم (الإنجليزية)
- بحثا عن فلك نوح على موقع ليتربوكسد (الإنجليزية)
- بحثا عن فلك نوح على موقع كينوبويسك (الروسية)